# Friedrich Becker (Schauspieler)
Friedrich Becker (25. September 1869 in Wien – nach 1913) war ein österreichischer Theaterschauspieler, Sänger und Komiker.

## Leben
Durch seinen Vater gezwungen, sich dem Kaufmannstande zu widmen, blieb er demselben nur zwei Jahre treu und ging dann, ohne Lehrer und gute Vorbilder, nach und aus sich selbst schöpfend seinen Bühnenweg. Er begann 1886 am Fürsttheater in Wien, war dann in Iglau, Leoben, Teplitz, Salzburg, Bremen, Hermannstadt engagiert und kam hierauf über Wien nach Berlin, wo er nun schon längere Zeit am Friedrich Wilhelmstädtischen Theater erfolgreich tätig ist. Er wirkte sowohl als erster jugendlicher Gesangs- und Charakterkomiker („Balthasar“, „Papagoda“, „Obersteiger“, „Andredl“ etc.) und erfreute durch seinen liebenswürdigen Humor, der oft überschäumt, seine seltene Verve und seine wirkungsvoll vorgetragenen Couplets. Er wusste alle humoristischen Mätzchen und Kunststückchen diskret und mit anerkennenswerter Geschicklichkeit zu geben und zählte unbedingt zur Klasse der unverfälschten Wiener Komiker.